# Српска православна црква Светог Николе у Бачинцима
Српска православна црква Светог Николе у Бачинцима, месту у општини Шид подигнута је 1805. године. Налази се под заштитом Републике Србије као непокретно културно добро у категорији споменика културе од великог значаја.

## Историјат и архитектура
Црква посвећена Светом Николи у Бачинцима је подигнута на месту старије цркве од плетера срушене 1760. године.
Саграђена је као једнобродна грађевина, у маниру барока, са полукружним олтарским простором и наглашеним високим звоником, уз западни зид. Његову пластичну декорацију чине угаони пиластри и кордонски венци којима је истакнута спратност и вишеструко профилисан кровни венац. Подужне фасаде су украшене прислоњеним пиластрима, комбинацијом вертикалне и хоризонталне поделе. Сви прозорски отвори су завршени лучно. Њихова величина и бројност доприносе репрезентативном изгледу унутрашњег простора. 
Богату резбарију, налик на чипку, вишеспратне иконостасне преграде извео је 1826. године Марко Константиновић. Сликана декорација из 1831. године је рад Константина Пантелића. 
Конзерваторско рестаураторски радови су изведени су 2004. године.